# Хашумов, Абдуллах Магомед-Алиевич
Абдуллах Магомед-Алиевич Хашумов (род. 4 февраля 1998, Урус-Мартан) — российский тяжелоатлет, серебряный призёр Кубка России, мастер спорта России, воспитанник школы олимпийского резерва из Урус-Мартана. Тренируется под руководством Заслуженного тренера России Хамзата Аухадова. Выступает в весовой категории до 109 кг. На соревнованиях представляет Чечню и Москву.
На Кубке России 2021 года Хашумов в рывке последовательно зафиксировал 160, 170 и 175 кг. В толчке Хашумов поднял 207 кг и, набрав в сумме 382 кг, стал серебряным призёром Кубка. Первенствовал в соревнованиях Антоний Савчук, показавший в сумме 395 кг.

## Спортивные результаты
- Первенство России среди юниоров 2016 — ;
- Первенство России среди юниоров 2018 — ;
- Кубок России по тяжёлой атлетике 2021 — ;